# Nicolas Perrault
Nicolas Perrault (Parigi, 1624 – 1662) è stato un teologo francese.
Dottore alla Sorbona, ne fu espulso nel 1656 per il sostegno dato a Giansenio; nel 1667 fu pubblicato postumo il suo libro-accusa La morale dei Gesuiti, che destò non poche polemiche.